# Xavi Metralla
Xavi Metralla, de son vrai nom Xavier Escudero Gonzálvez, né le 11 décembre 1977 à Terrassa, Barcelone, est un producteur et DJ de makina et techno hardcore espagnol.

## Biographie
À 16 ans, Xavier Escudero travaille à l'entrée de la discothèque Pont Aeri (co-fondée par son père), puis devient serveur et technicien lumières. En 1995, il devient DJ résident de Pont Aeri avec son frère et partenaire DJ Skudero ainsi que deux autres producteurs : DJ Sonic et Javi Molina, jusqu'à la fermeture de la discothèque en 2012.
En 1997, il compose, avec son frère DJ Skudero le morceau Pont Aeri vol.3 qui atteint par la suite les classements musicaux espagnols,. Il compose également avec son frère et Rubén Moreno (Ruboy), le morceau Flying Free sous le nom de groupe Pont Aeri Vol. 4 en 2000. Le morceau devient le plus emblématique de la discothèque homonyme, et l'un des plus reconnaissables de la makina. Le père de Xavi était l'un des membres fondateurs du Pont Aeri. Quand ils allaient à l'école, Marc et Xavi passaient l'après-midi à jouer avec les platines et les lumières.
En territoire espagnol, il a mixé dans plus d'une centaine de salles incluant : Scorpia (Igualada), Chasis (Mataró), Central Rock (Almoradí), Coliseum (Almudévar), Sonique (Madrid), Plastic (Madrid), Privilege-X (Madrid), Panic (Madrid), Chocolate (Sueca), Pacha (Saragosse), Hook (Alicante), Manssion (Benidorm), Amnesia (Benidorm), Penélope (Alcoy), Masía (Segorbe) et Piramide (Cabanes). Outre frontière, il a mixé dans des discothèques telles que Cargo (France), Nouba Roll's (France), Galaxy (Septfonds, aux environs de Montauban, France), Marine Atlantide (France) et The Blue Monkey (Newcastle), entre autres.

## Discographie

### Singles et EP
- 1997 : Metramorphosis (Bit Music)
- 1998 : Diabolica / Metramorphosis (Bit Music)
- 1998 : Diabolica (Bit Music)
- 1999 : Typhon (Bit Music)
- 2002 : 99 Luftballoons  (Uptempo)
- 2004 : Makina EP 2 (split EP avec DJ Mind) (Pont Aeri Records)
- 2004 : Makina Survive! (Pont Aeri Records)
- 2004 : Sk8er Boy Rmx (avec DJ Sonic) (Pont Aeri Records)

### Compilation
- 2003 : 100% Metralla Vol. 2 (Tempo Music)